# ریشارد لنچفسکی
ریشارد لنچفسکی (لهستانی: Ryszard Lenczewski؛ تلفظ لهستانی: [ˈrɨʂard lɛnˈtʂɛfskʲi]؛ زادهٔ ۵ ژوئن ۱۹۴۸) فیلم‌بردار اهل لهستان است.
از فیلم‌هایی که وی در آنها مشارکت داشته‌است، می‌توان به سرگذشت استاد تواردوفسکی، خط تأخیر، واپسین حلقه، برادر الهی ما، ایدا و مارگارت اشاره کرد.